# トマス・カルペパー
トマス・カルペパー（英: Thomas Culpeper、1514年 - 1541年12月10日）は、16世紀のイングランド王国のヘンリー8世の廷臣にしてその5番目の王妃キャサリン・ハワードの愛人である。

## 生涯
トマス・カルペパーはトマス・ウルジーの失脚後に権力を強めたハワード家の遠縁であり、キャサリン・ハワードの母親ジョイス・カルペパーとトマスは7代前に共通の祖先を持っていた。
トマスは美青年であったと言われ、ヘンリー8世お気に入りの廷臣であった。武器の管理を任され、衣裳係となって王の寝室で休むことになり、4番目の王妃アン・オブ・クレーブスをドイツから迎える栄誉を担った廷臣の一人でもあった。庭師の妻を強姦したとして訴えられた時にも、王の赦免を得た。ただしこれは、同名の兄の仕業であった可能性もある。1537年から1541年にかけて、屋敷や領地などを王から与えられた。
トマスは王妃キャサリンとその侍女たちと身近に接する立場にあった 。1541年に王がグリニッジに王妃を残してドーバーに行った時、王妃の私生活に登場した。王妃の侍女となっていたロッチフォード子爵未亡人ジェーン・ブーリンが手引きをし、この年に二人の関係が始まったと考えられている。その年に、スコットランド王ジェームズ5世に会うために、王と王妃がヨークに旅した時も、二人は王妃の寝室で密会した。この時に王妃がカルペパーに送った手紙が後に暴露された。王は健康を害し、後継ぎの王子エドワードはまだ幼く、王妃の歓心を買うことはカルペパーの立場を強めたはずである。
王妃の姦通の噂はカンタベリー大司教トマス・クランマーの耳に入り、王妃とカルペパーは逮捕され、カルペパーの部屋の捜索によって王妃からの手紙が発見され、姦通の証拠とされた 。二人に肉体関係があったかどうかは不明であるが、王妃がカルペパーを愛していたことと、ジェーン・ブーリンが仲立ちをしていたことは明らかであった。
王妃はカルペパーとの関係を側近から隠しておらず、側近たちは保身のために王妃を害する証言を行った。カルペパーは拷問により、王妃との姦通を自供し、同様に王妃との姦通罪で告発されたフランシス・デレハムと共に死刑を言い渡された。王の慈悲により、カルペパーの刑は首吊り・内臓抉り・四つ裂きの刑から斬首に減じられた。デレハム、王妃キャサリン、ジェーン・ブーリンもまた処刑された。